# Université Nnamdi-Azikiwe
L’université Nnamdi-Azikiwe d'Awka, aussi appelée UNIZIK ou NAU, est une université fédérale du Nigeria. Elle comprend deux campus dans l'État d'Anambra, le campus principal dans sa capitale Awka et le deuxième campus à Nnewi.
L'université porte le nom du Dr Nnamdi Azikiwe, premier président du Nigeria (1904-1996).

## Histoire
L'université Nnamdi-Azikiwe a vu le jour en tant que ramification de la défunte université d'État de technologie d'Anambra (ASUTECH). ASUTECH, créée par la loi n° 7 du 30 juillet 1980 par le gouvernement de l'ancien Anambra, fonctionnait comme une université multi-campus, avec des campus à Abakaliki, Enugu, Awka et Nnewi.
En 1991, à la suite de la scission de l'ancien État d'Anambra en États d'Anambra et d'Enugu, les campus Awka et Nnewi de l'ancien ASUTECH ont été fusionnés et constitués en université Nnamdi-Azikiwe par le décret de l'État d'Anambra n° 5 du 26 novembre 1991. L'université Nnamdi-Azikiwe a été reprise par le gouvernement fédéral par le décret no 34 du 15 juillet 1992. Elle est donc devenue une université fédérale.
L'université porte le nom de Nnamdi Azikiwe, le premier président du Nigeria (1904-1996).

## Emplacement de l'université
Le campus principal de l'université est situé le long d'Onitsha - Enugu Expressway, à Awka, le deuxième campus à Nnewi (NAUTH et Okofia) et le troisième à Agulu (Faculté de pharmacie).

## Anciens étudiants
- Ijeoma Grace Agu, actrice nigériane.
- Uche Ekwunife (en), homme politique nigérian.
- Destiny Etiko, actrice nigériane.
- Mike Ezuruonye, acteur nigérian.
- Oge Okoye, actrice nigériane.
- Rita Orji, informaticienne nigériano-canadienne.
- Charity Ekezie, TikTokeuse et journaliste nigériane.

## Facultés et population
Pendant l'année scolaire 2004-2005, l'université comptait une population de 24 706 pour les étudiants réguliers et de 12 476 étudiants pour les programmes à temps partiel.
UNIZIK compte au total 14 facultés et 57 départements. L'université a les facultés suivantes :
1. Faculté d'agriculture[4]
2. Faculté d'arts
3. Faculté des sciences médicales de base
4. Faculté des biosciences
5. Faculté d'éducation
6. École d'ingénieurs
7. Faculté des sciences de l'environnement
8. Faculté des sciences et technologies de la santé
9. Faculté de droit
10. Faculté des sciences de gestion
11. Faculté de médecine
12. Faculté des sciences pharmaceutiques
13. Faculté des sciences physiques
14. Faculté des sciences sociales